# Campanhã
Campanhã és una freguesia portuguesa del municipi de Porto, amb 8,13 km² d'àrea i 32.659 habitants (2011).
La densitat de població n'és de 4.016,2 hab/km².
Fou vila i seu del municipi fins al 1836. Incloïa una freguesia i tenia, el 1801, 3.967 habitants.

## Situació geogràfica i condicions naturals
La Vall de Campanhã se situa a la part més oriental de la ciutat de Porto; ocupa una àrea total de 374 ha; limita al sud amb el riu Douro i a l'est amb el municipi de Gondomar. Al nord i oest els seus límits acompanyen, grosso modo, la línia de ferrocarril (Miño i Duero). Presenta altituds mitjanes d'entre 60 i 80 metres i formades per l'acció de diversos agents erosius, en especial pels cursos d'aigua més importants: els actuals rius Tinto i Torto. Aquests dos rius corren a través de la vall, i desaigüen al Douro a Esteiro de Campanhã.
És una zona molt influenciada per la proximitat del mar, marcada per una intensa pluviositat i subjecta a riuades periòdiques. Aquests factors naturals afaiçonaren un paisatge molt favorable a l'activitat agrícola. Actualment, la vall conté la major taca verda contínua de la ciutat, amb algunes àrees boscoses on predominen les espècies associades a la pluja, com ara el pinastre (Pinus pinaster) o el roure pènol (Quercus robur).

## Població
| População da freguesia de Campanhã | População da freguesia de Campanhã | População da freguesia de Campanhã | População da freguesia de Campanhã | População da freguesia de Campanhã | População da freguesia de Campanhã | População da freguesia de Campanhã | População da freguesia de Campanhã | População da freguesia de Campanhã | População da freguesia de Campanhã | População da freguesia de Campanhã | População da freguesia de Campanhã | População da freguesia de Campanhã | População da freguesia de Campanhã | População da freguesia de Campanhã |
| ---------------------------------- | ---------------------------------- | ---------------------------------- | ---------------------------------- | ---------------------------------- | ---------------------------------- | ---------------------------------- | ---------------------------------- | ---------------------------------- | ---------------------------------- | ---------------------------------- | ---------------------------------- | ---------------------------------- | ---------------------------------- | ---------------------------------- |
| 1864                               | 1878                               | 1890                               | 1900                               | 1911                               | 1920                               | 1930                               | 1940                               | 1950                               | 1960                               | 1970                               | 1981                               | 1991                               | 2001                               | 2011                               |
| 4 314                              | 6 274                              | 9 927                              | 12 710                             | 17 188                             | 19 184                             | 23 621                             | 25 972                             | 35 475                             | 40 035                             | 45 451                             | 49 289                             | 49 107                             | 38 757                             | 32 659                             |

Pel decret núm. 40.526, de 8 de febrer de 1956, se'n fixaren els límits actuals.

## Història de Campanhã
Ric en recursos hídrics, amb un sòl extremament fèrtil i una posició geogràfica privilegiada, la vall de Campanhã oferí sempre condicions molt favorables a la població. Per això la presència humana en aquesta àrea està documentada des dels períodes més reculats de la prehistòria. Certs trets de la toponímia demostren que la zona de Campanhã estaria habitada durant el període dels grans monuments megalítics (III i II mil·lennis ae). Però alguns vestigis trobats a Esteiro de Campanhã i atribuïts al Paleolític, indiquen que l'ocupació de la vall podria ser-hi anterior.
En l'edat del ferro degué existir un castre en la zona de Noeda -el castre de Noeda– proper de la confluència del riu Tinto i el Torto. La presència romana es degué fer sentir de manera intensa en tota l'àrea circumdant a la vall. La influència romana és una dada evident i es tradueix en el mateix topònim "Campanhã", d'origen llatí.
La referència més antiga coneguda relacionada amb Campanhã sorgeix en un document del 994, en què es llegeix, per primera volta, l'expressió ribulum campaniana -riu de campanhã (l'actual Torto). Però al segle XI Campanhã ja apareix en la documentació com a seu d'una "villa" relativament important, la "villa campaniana", una propietat rural de tradició romana, els orígens de la qual són en el segle IV. Aquesta "villa campaniana", domini d'una vella família noble, incloïa gran part de les actuals freguesies de Campanhã, Rio Tinto i Valbom, i acollia el monestir de Santa Maria de Campanhã, la més antiga institució religiosa local.
L'any 1120 marca l'inici d'un nou cicle històric que esdevingué decisiu, no sols per a tot el burg de Porto. Aquest any, Dona Teresa, mare d'Alfons Enric, dona el territori al bisbe N'Hugo, i passa el burg a ser administrat directament per la Seu Portocalense. Una part important de la vall és inclosa en la donació, i forma de llavors ençà el límit oriental del vedat, més tard denominat "terme vell" de la ciutat, que gaudia de tots els privilegis i honors concedits als habitants del burg. Campanhã sorgeix així dividida, grosso modo, en dues parts: l'àrea occidental, més prop al centre del burg i situada dintre dels límits del vedat, i la part oriental, pertanyent al "senyor rei". Aquesta divisió institucional definida el 1120 i confirmada per les inquirições d'Alfons III, el 1528, no coneixerà alteracions significatives fins al segle XIX. L'església de Campanhã assegurava la connexió, no sols simbòlica, sinó també sociocultural entre les dues parts.
Amb el seu estatut administratiu perfectament definit, Campanhã assisteix en els segles finals de l'edat mitjana a una expansió molt significativa de l'àrea conreada, acompanyada d'un creixement de la població. Beneficiada per les seues immenses riqueses naturals, la vall es converteix en una important reserva agrícola del burg, abastint la ciutat de gèneres alimentaris bàsics. Aquesta especialització econòmica s'aprofundeix al llarg de l'edat moderna, i pràcticament és inalterada fins al llindar del nostre segle. El tràfic de béns agrícoles amb les zones més urbanitzades de la ciutat s'intensifica a partir dels segles XV i XVI, multiplicant els rendiments dels propietaris de terres i donant origen a nombrosos conflictes jurídics entre aquests, a propòsit dels límits i drets de cada domini.
Tot i que l'agricultura representàs l'activitat més important, la població de Campanhã, que havia crescut de 1.381 habitants el 1687 a 2.169 a mitjan segle xviii, no es componia sols de llauradors. En les <i>Memòries parroquials de 1758</i> destaquen també dos grups professionals més: els pescadors, concentrats sobretot als marges del riu Douro gaudint d'exempcions fiscals des de 1593, i els moliners, que en conjunt tenien 76 rodes de molí, distribuïdes al llarg dels nombrosos cursos d'aigua que recorrien la vall.

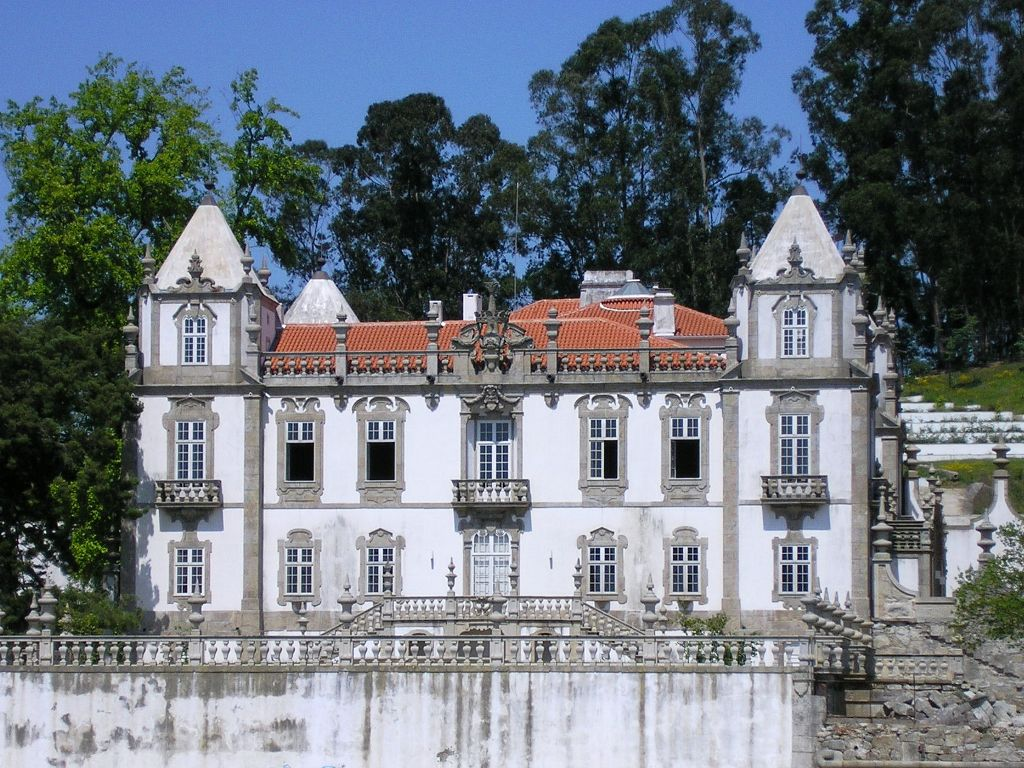
Palau de Freixo

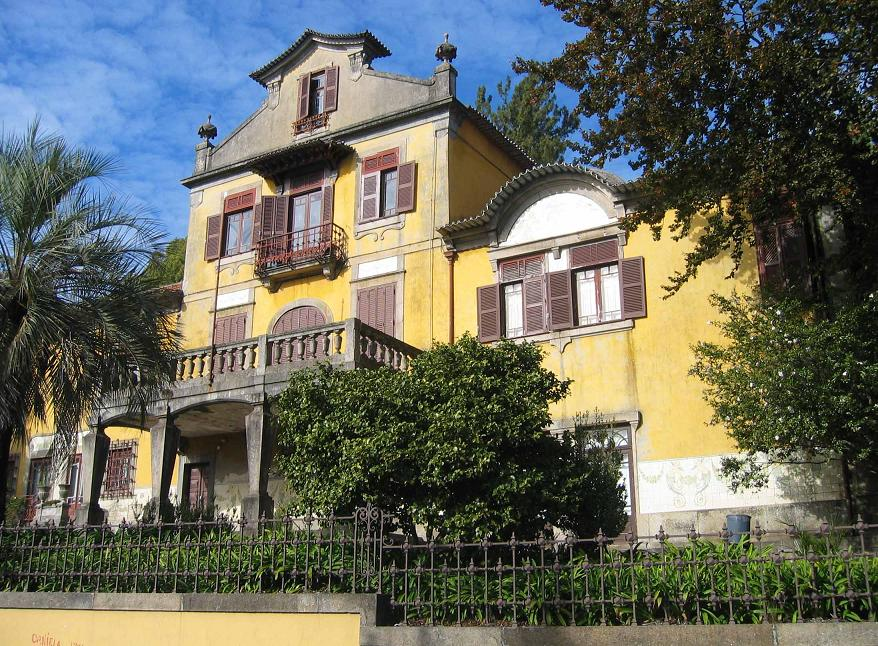
Quinta da Lameira

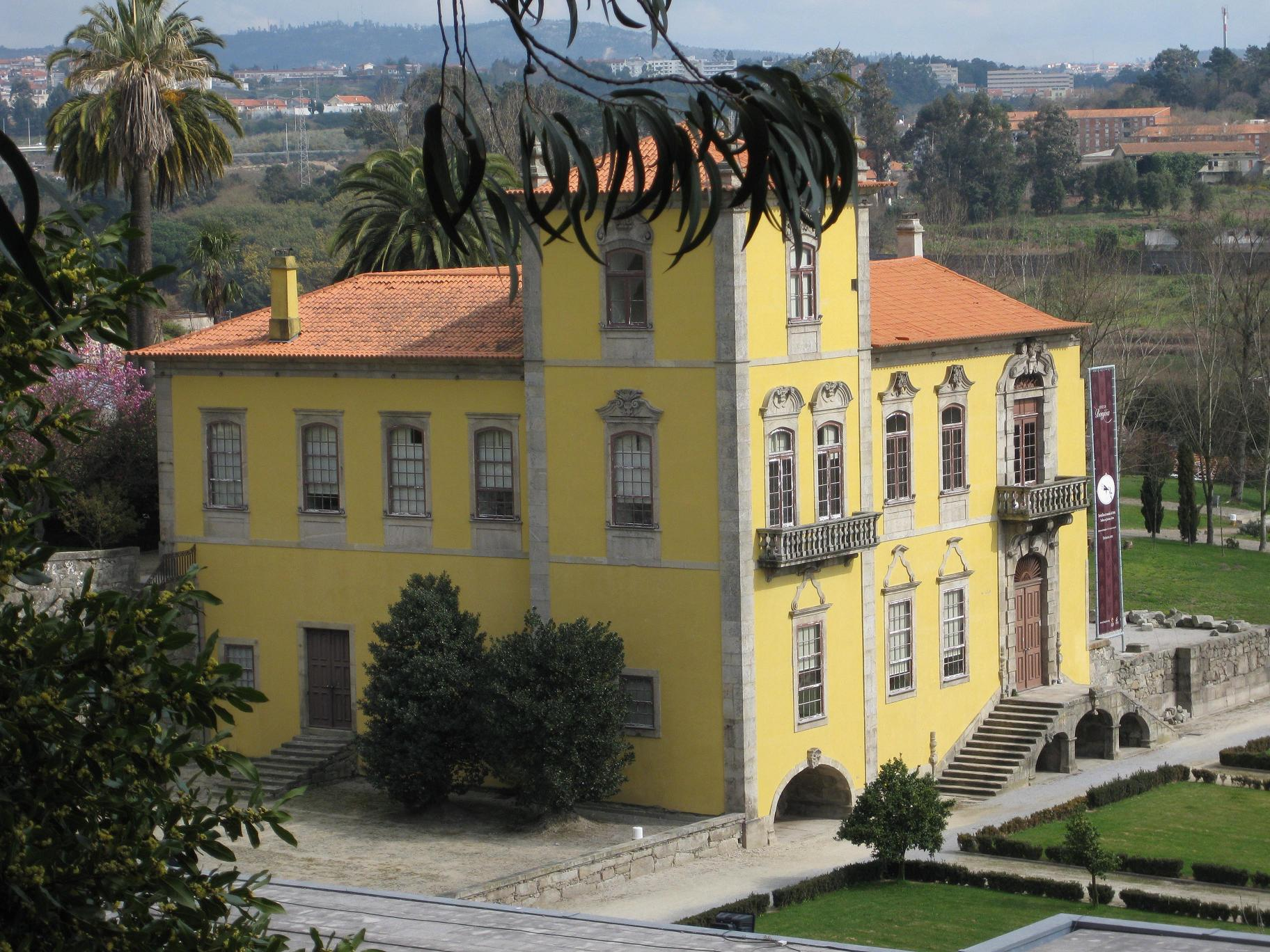
Quinta de Bonjóia

Durant el segle xviii aquesta marca agrícola de la vall assumeix noves expressions. Hi sorgeixen les quintes i els solars d'"anar a aires", és a dir, d'estiueig de les grans famílies burgeses i nobles de la ciutat de Porto. Les quintes do Freixo, de Bonjóia, de Revolta, de Furamontes i de Vila Meã són alguns casos ben representatius del luxe arquitectònic que caracteritzaven aquests xalets. La seua presència imprimí caràcter propi al paisatge de la vall.
Amb el segle xix hi arriba el temps de les destruccions provocades per la guerra. Primer amb les invasions napoleòniques, que van deixar un rastre de devastació en el saqueig de l'església de Campanhã, perpetrat el 1809. I, després, amb la Guerra civil (1832-34) i el cèlebre setge de Porto, que va durar de juliol de 1832 a agost de l'any següent. Durant el setge, la vall fou escenari de molts enfrontaments entre lliberals i absolutistes. El balanç tràgic de les pèrdues va incloure, segon relats de l'època, arbres esfondrats, camps incendiats, cases i murs abatuts, danys irreparables en equipaments industrials.
Però el segle xix, malgrat les dificultats de les primeres dècades, representa també un període de creixement i prosperitat. La vall coneix llavors un augment significatiu de població i una ampliació de l'estructura industrial. Així, junt amb les indústries tradicionals, com ara la molta i el tèxtil, es diversifiquen els rams d'activitat. Una mica per tota la vall apareixen fàbriques i tallers que es dediquen a la fusteria, a la producció de calç, mistos de cera, destil·leria, saboneria i adoberies.
Aquest desenvolupament industrial es deu en gran part a l'expansió dels mitjans de transport, sobretot del ferrocarril. El 1875 ja era possible viatjar amb tren des de Campanhã fins a Braga, a través de la Línia del Minho, o fins a Penafiel, a través de la Línia del Dauro. El 1877 s'inaugura el pont Maria Pia i l'Estació de Campanhã. L'oferta de mitjans de transport i la construcció de l'estació van promoure el trasllat de grans quantitats de treballadors de l'interior del país cap a Porto i, sobretot, a Campanhã i la seua vall. Açò va afavorir-hi la implantació de noves fàbriques al llarg de tot el segle xix i de les primeres dècades del XX. La creixent afluència de persones a Campanhã feu redissenyar les estructures d'allotjament: els obrers es concentren en "illes" i "patis", dos tipus de construcció que es transformen en una de les marques més importants del paisatge físic i social de la vall.
Aquest quadre pocs canvis va sofrir fins a les dècades de 1950 i 60. Per aquesta època, s'intensifica la tendència d'expansió de la ciutat cap a l'est. La vall es converteix en una de les zones preferents per a la construcció de barris d'iniciativa social. La població en registra llavors un creixement extraordinari. Alhora disminueix el paper de la indústria com a principal activitat econòmica, substituïda per les àrees connectades als serveis. Hui, Campanhã continua repartida entre el seu passat de tradició rural, que encara roman viu en el paisatge i en molts aspectes de la vida quotidiana, i els trets com més va més visibles de la "modernitat".

## Patrimoni
- Capella de Sâo Pedro
- Capella do Forte

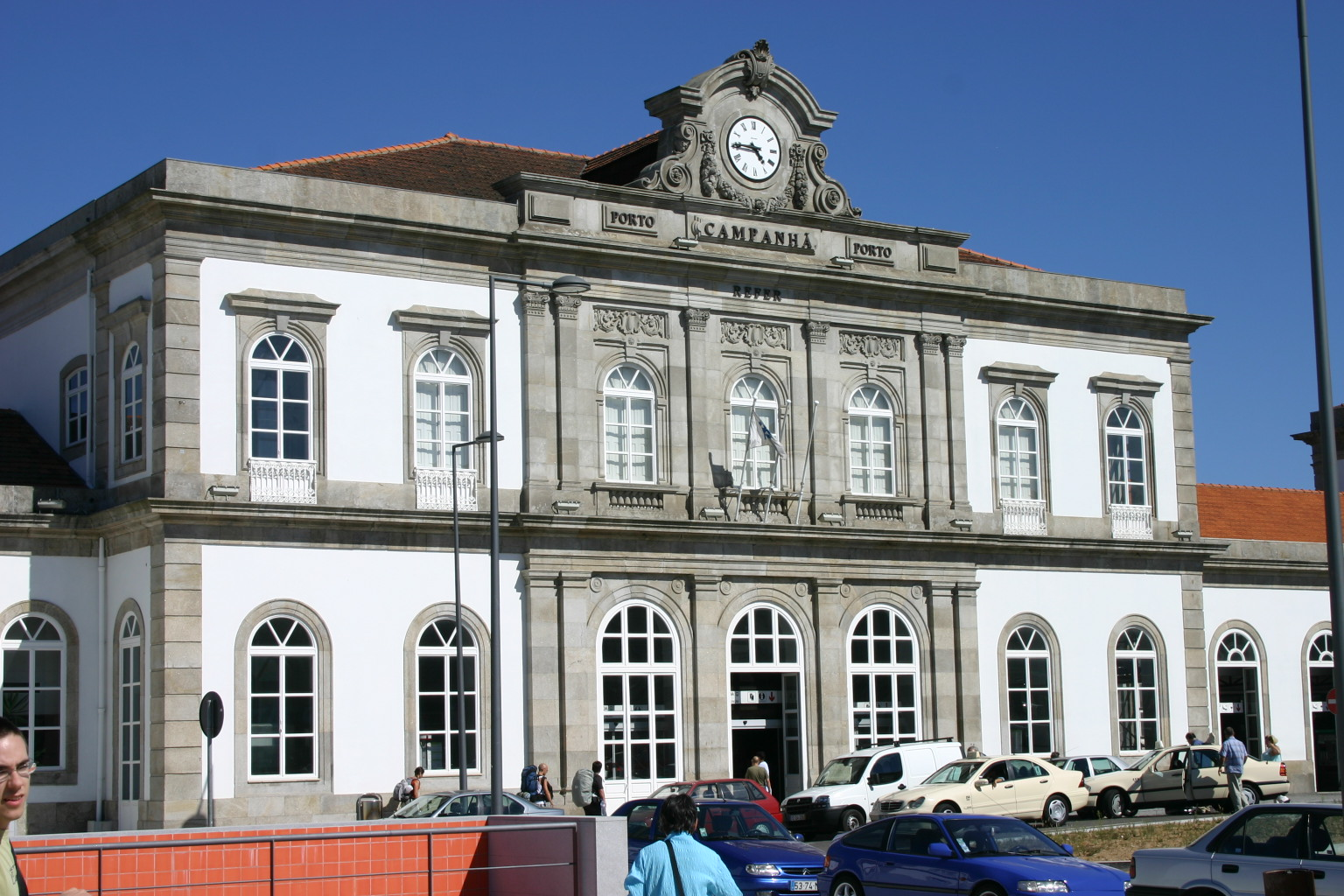
Estació de Campanhã

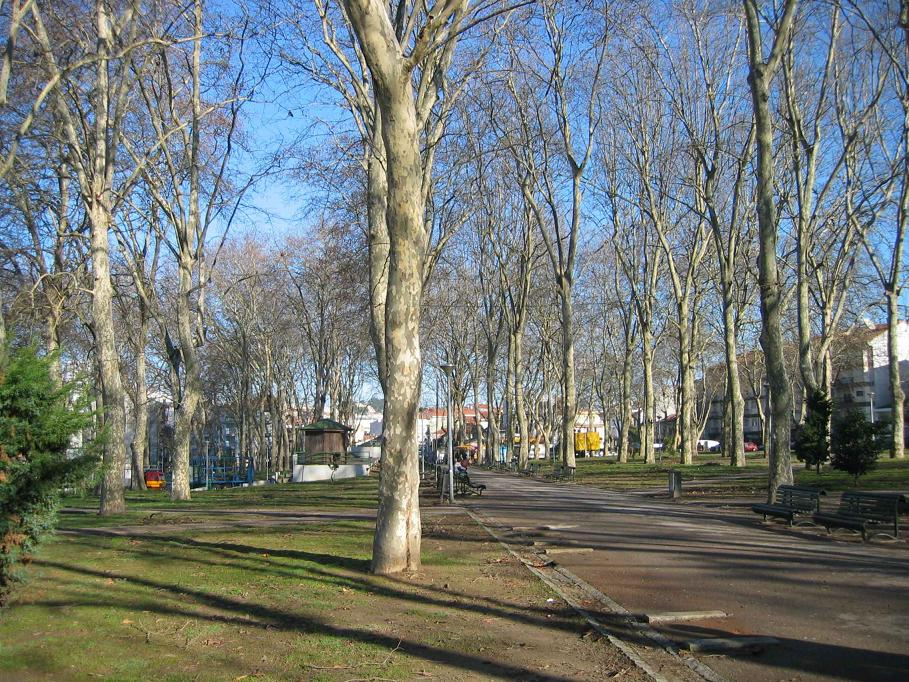
Plaça de Corujeira

- Casa i Quinta de Villar D'Allen o Palau Villar d'Allen o Casa Allen o Casa das Artes (Exedifici de la Secretaria d'Estat de Cultura, Delegació Nord): inclou jardins i auditori
- Companyia de Molta Harmonia
- Estació de Campanhã
- Església de Campanhã
- Quinta da Revolta
- Quinta das Areas
- Quinta de Bonjóia
- Quinta de Vila Meã

## Personalitats il·lustres
- Baró de Campanhã, vescomte de Campanhã i comte de Campanhã